# أليكس هولمز
أليكس هولمز (بالإنجليزية: Alex Holmes)‏ هو لاعب كرة قدم أمريكية أمريكي، ولد في 22 أغسطس 1981 في سان دييغو في الولايات المتحدة.

## وصلات خارجية
- أليكس هولمز على موقع مرجع كرة القدم المحترفة.كوم (الإنجليزية)